# پوریا ناصری‌خواه
پوریا ناصری‌خواه (زادهٔ ۲۹ فروردین ۱۳۷۵ در کرمانشاه – درگذشتهٔ ۲۶ آبان ۱۳۹۸ در اسلامشهر) یکی از کشته‌شدگان اعتراضات آبان ۱۳۹۸ ایران بود.

## زندگی
پوریا ناصری‌خواه، در ۲۹ فروردین سال ۱۳۷۵ در کرمانشاه و در خانواده‌ای از کُردهای پیرو آیین یارسان متولد شد. او که فرزند ارشد خانواده بود، یک برادر کوچکتر از خود داشت و متأهل بود. و در اسلامشهر سکونت داشت. او مدتی همراه با پدرش با کامیون رانندگی می‌کرد که پس از مدتی با خریدن یک اتومبیل وانت، باربری می‌کرد. او ورزشکار حرفه‌ای بوکس بود و چندین مقام قهرمانی در این رشتهٔ ورزشی داشت.

## بازداشت
پوریا ناصری‌خواه در اعتراضات ۱۱ مرداد ۱۳۹۷ نسبت به افزایش قیمت دلار در «چهار راه ولی عصر» تهران همراه با جمعی از فعالان مدنی و سیاسی شرکت کرد. او در آن تجمع به همراه برادرش و یکی از دوستانش بازداشت شد.
وی مدتی از دورهٔ بازداشتش را در زندان فشافویه سپری کرد. او در این مدت، هم‌بند و هم اتاقی «علیرضا شیرمحمدعلی»، زندانی عقیدتی سیاسی بود که در زندان فشافویه به قتل رسید. به گفتهٔ یکی از دوستان پوریا ناصری‌خواه، پس از بازداشت به پوریا، برادر و دوستش «اتهام حمل اسلحه زدند و به آن‌ها گفتند شما اسلحه با خودتان حمل می‌کردید؛ ولی چون آن‌ها چیزی همراه‌شان نبود واقعاً و مأموران هم مدرکی نداشتند، نتوانستند محکوم‌شان کنند. اما سر این قضیه خیلی آن‌ها را شکنجه کردند.»

## کشته شدن
پوریا ناصری‌خواه روز یک‌شنبه ۲۶ آبان ۱۳۹۸، هنگامی که در اعتراض‌های سراسری نسبت به افزایش قیمت بنزین در اسلامشهر شرکت کرده بود، در ساعتی بین ۲ تا ۳ بعد از ظهر، در منطقهٔ «سه راه آدران» اسلامشهر مورد هدف ۲ گلوله قرار گرفت. گلولهٔ اول به پای او و گلولهٔ دوم به جمجمه‌اش اصابت کرده و در همان هنگام جان‌باخت.
پیکر پوریا ناصری‌خواه، ۶ آذر ۱۳۹۸ در روستای «سرآبتیران» استان کرمانشاه به خاک سپرده شد.

## حواشی
- ویدئویی از لحظهٔ کشته شدن پوریا ناصری‌خواه در فضای مجازی منتشر شد.[۷]
- پیکر پوریا ناصری‌خواه تا ۱۰ روز به خانواده تحویل داده نشد. در مراجعهٔ خانواده به منظور تحویل جسد، به آن‌ها گفته شد «دستور مستقیم دارند از بالا که تا پایان اغتشاشات جنازه را تحویل ندهند» پس از گذشت ۱۰ روز و مراجعهٔ مجدد، خانوادهٔ منصوری‌خواه متوجه می‌شوند که جسد در پزشکی قانونی نیست. به آن‌ها گفته شد که سپاه جنازه را برده‌است. به گفتهٔ یکی از دوستان پوریا، خانواده برای یافتن جنازه فرزندشان به مکان‌های مختلفی از جمله کلانتری، فرمانداری و اداره اطلاعات مراجعه می‌کنند تا در نهایت موفق به تحویل پیکر می‌شوند.[۶]
- به گفتهٔ یکی از دوستان پوریا ناصری‌خواه، تحویل پیکر وی به خانواده، با گرفتن تعهدهایی مبنی بر قبولی «کشته شدن فرزندشان توسط آشوبگران»، عدم شکایت از نهادهای انتظامی و دولتی و عدم تدفین در تهران یا شهرهای بزرگ بوده‌است.[۶]
- در ۳۰ دی ۱۳۹۸ طی گزارشی اعلام شد، نیروهای امنیتی هنوز اجازه نداده‌اند برای پوریا ناصری‌خواه سنگ‌قبر گذاشته شود.[۱۰] به گفتهٔ یکی از نزدیکان خانوادهٔ ناصری‌خواه، نهادهای امنیتی گفته‌اند «برای منافع ملی ضرر دارد.»[۳][۱۱]
- پدر پوریا ناصری‌خواه چندین بار از سوی نهادهای امنیتی احضار شده‌است.[۲]